# Terry Bozzio
Terry John Bozzio est un batteur et percussionniste américain né à San Francisco (Californie) le 27 décembre 1950. De formation classique, il s’est ensuite dirigé vers le rock tout en conservant un style très personnel et sophistiqué.
Il s’est particulièrement illustré en tant que batteur de Frank Zappa, dont il a joué la fameuse partition The Black Page, connue comme étant un cauchemar pour les musiciens. Il se distingue également par ses gigantesques set-ups comportant entre autres de nombreuses cymbales superposées et des percussions accordées qui lui permettent d’exhiber un jeu virtuose d'une grande finesse.
En 1979, après sa participation au sein de groupes de jazz-rock comme UK, il fonde le groupe pop Missing Persons avec sa femme Dale Bozzio au chant, le guitariste Warren Cucurullo et le bassiste Patrick O'Hearn, un autre ex-musicien de Frank Zappa.
Il forme avec Tony Levin, bassiste de King Crimson et de Peter Gabriel, et Steve Stevens, guitariste de Billy Idol, le trio Bozzio Levin Stevens avec lequel il sort deux albums, Black Light Syndrome (1997) et Situation Dangerous (2000).
Terry Bozzio est parti en tournée avec le groupe Fantômas durant l'année 2005. Il y a remplacé Dave Lombardo car ce dernier était alors en studio avec Slayer (son groupe d'origine).
En mai et juin 2006, il a participé en tant qu’invité aux tournées de Zappa Plays Zappa en compagnie du fils du compositeur, Dweezil Zappa.
En 2007, il remplaça David Silveria du groupe KoЯn (ce dernier prenant une année sabbatique) pour l'enregistrement de leur dernier album. Il devait participer à la tournée du groupe pour les festivals d'été mais fut remplacé par Joey Jordison, batteur de Slipknot.

## Discographie

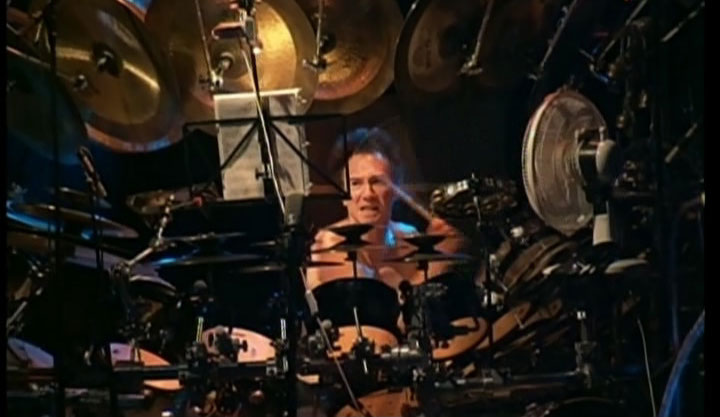
Terry Bozzio

### Années 1970
- 1975 : Bongo Fury avec Frank Zappa
- 1976 : Zoot Allures avec Frank Zappa
- 1978 : Zappa in New York avec Frank Zappa
- 1979 : Sleep Dirt avec Frank Zappa
- 1979 : Sheik Yerbouti avec Frank Zappa
- 1979 : Joe's garage avec Frank Zappa
- 1979 : Danger Money avec U.K.

### Années 1980
- 1981 : Shut Up 'n Play Yer Guitar avec Frank Zappa
- 1983 : Baby Snakes avec Frank Zappa
- 1989 : Jeff Beck's Guitar Shop avec Jeff Beck

### Années 1990
- 1993 : Sex & Religion avec Steve Vai
- 1994 : Polytown avec David Torn et Mick Karn
- 1997 : Black Light Syndrome avec Tony Levin et Steve Stevens, Magna Carta Records
- 1991 : Lonely Bears avec The Lonely Bears
- 1992 : Injustice avec The Lonely Bears
- 1994 : The Bears are Running avec The Lonely Bears

### Années 2000
- 2000 : Situation Dangerous avec Tony Levin et Steve Stevens, Magna Carta Records
- 2002 : Nine Short Films avec Billy Sheehan
- 2002 : Raising the Mammoth de Explorer's club
- 2005 : Chamber Works, avec le Metropole Orchestra, Favored Nations
- 2006 : Prime Cuts (compilation), Magna Carta Records

## Équipement
Kit actuel : Batterie DW et cymbales SABIAN
- 26 toms
- 2 caisses claires
- 8 grosses caisses
- 53 cymbales
- 22 pedales
- 2 batteries électroniques